# Moros y Cristianos de San Vicente del Raspeig
Las fiestas de Moros y cristianos de San Vicente del Raspeig se celebran el martes siguiente al domingo de resurrección hasta el martes siguiente, en honor al patrón San Vicente Ferrer y fueron declaradas interés turístico provincial en 2007.

## Historia
Durante la semana después de Semana Santa se celebran las Fiestas Patronales y de Moros y Cristianos en honor a San Vicente Ferrer en San Vicente del Raspeig. Las fiestas patronales son tan antiguas como casi la historia de la población y su origen al parecer surge de la devoción al santo valenciano San Vicente Ferrer, que se cree predicó a principios del siglo XV en el entonces lugar de El Raspeig, espacio que hoy ocupa la actual población.
En el año 1975, participaron por primera vez en las fiestas patronales sanvicenteras tres filadas denominadas Moros Nuevos, Moros Viejos y Moros Zulúes. Fue el inicio de una nueva tradición en el pueblo, a partir de una celebración ya extendida por todo el contorno provincial. La iniciativa fue secundada y, a partir del segundo año, bajo la denominación de comparsas, fueron incrementándose el número de estas asociaciones (Piratas, Contrabandistas, Cristianos, Zíngaros, Hijos de África, Maceros, Marroquís, Tuareg, Abasires, Nómadas, y Pacos), perdurando la mayoría de ellas.
El número de comparsas concluyó con la creación de Estudiantes, Visigodos, Benimerines y Negros Caballo Loco (ya en la década de 1990), conformando más de 2.000 personas que participan en el desfile.
Las fiestas se rigen por los estatutos de la federación Unión de Comparsas Ber-Largas, entidad que representa a todas las comparsas y dirige la celebración de los actos (desfiles o entradas, embajadas, etc.).
La entrada cristiana es el sábado y la mora el domingo.

## Comparsas
En las fiestas de moros y cristianos de San Vicente del Raspeig participan actualmente alrededor de 3.000 festeros, que se distribuyen entre 20 comparsas, 10 cristianas y 10 moras.

### Bando moro
Pacos, Tuareg, Marroc's, Abbasires, Benimerines, Negros Filà Caballo Loco, Negros Zulúes, Moros viejos, Moros nuevos, Almorávides.

### Bando cristiano
Visigodos, Astures, Cristians, Contrabandistas, Maseros, Nómadas, Caballeros Templarios, Estudiantes, Almogàvers y Navarros.